# Franz Rautek
 (juin 2024).
Franz Rautek (1902-1989) était un professeur d'arts martiaux à Vienne, en Autriche. Il est surtout connu comme l'inventeur de la manœuvre de sauvetage qui porte son nom. Cette manœuvre permet d'éloigner les personnes inconscientes des zones de danger avec un effort limité de la part du secouriste, même si elles sont beaucoup plus petites que la victime.

## Manœuvre de Rautek

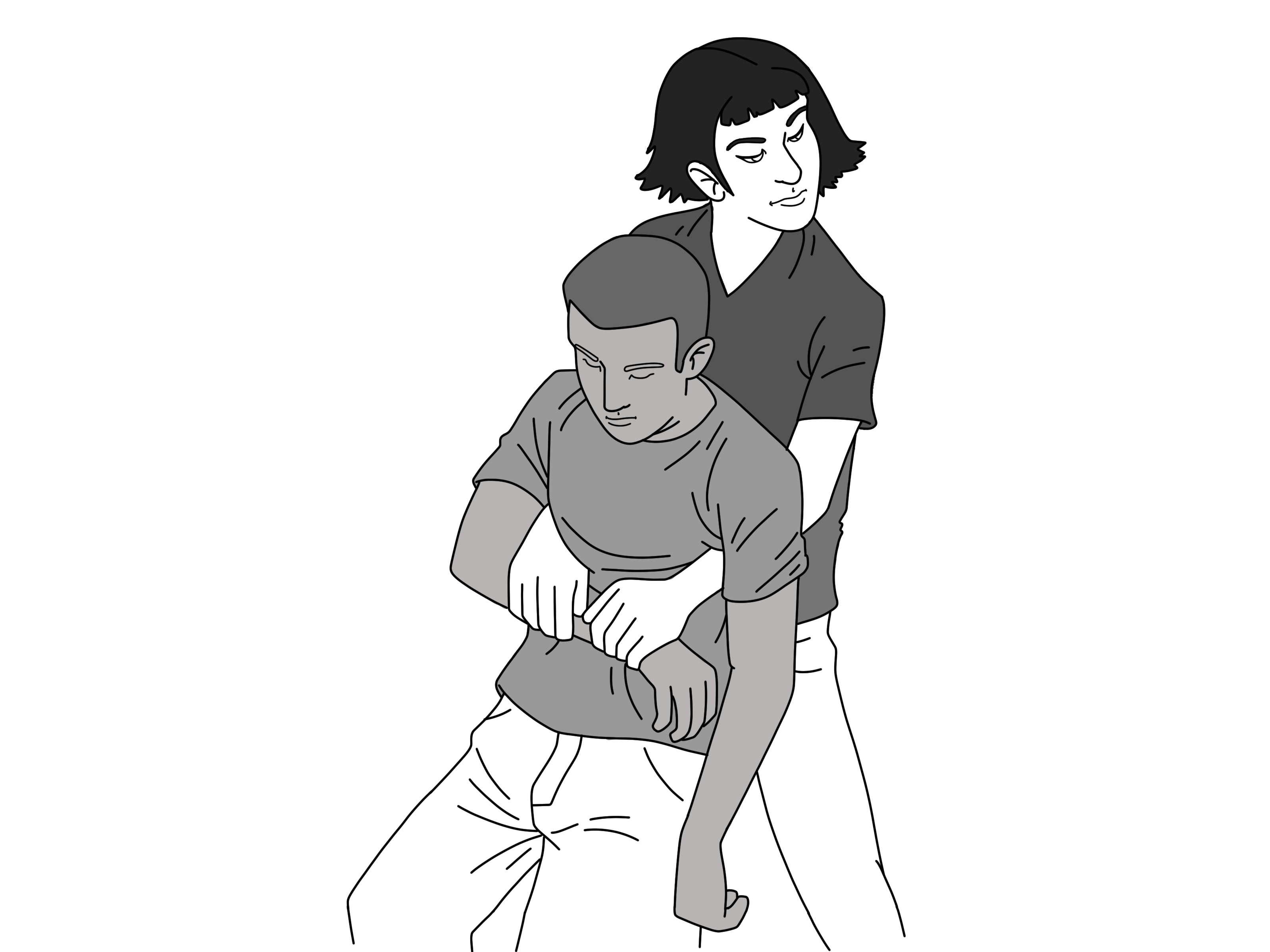
Illustration de la manœuvre Rautek en cours

Une personne appliquant la manœuvre de Rautek amène la victime en position assise, en s'assurant que les deux jambes sont libres. Le secouriste s'approche de la victime par derrière, en plaçant ses deux bras sous ses aisselles. Les deux mains saisissent ensuite l'un des avant-bras de la victime avec tous les doigts et les pouces placés au-dessus de cet avant-bras et parallèles l'un à l'autre (ce qu'on appelle la prise de singe). Cela évite les blessures aux côtes de la victime par le pouce du secouriste. Le bras de la victime doit maintenant être horizontal et appuyé sur sa poitrine. En soulevant doucement le haut du corps de la victime par le bras saisi et en le soutenant avec la cuisse du secouriste, la victime peut alors être traînée vers l'arrière. La victime touche le sol avec les fesses et les jambes, qui ne sont pas des « parties molles ». Si un deuxième sauveteur est disponible, il peut porter les jambes.
Cette manœuvre présente toujours des dangers pour les victimes souffrant de lésions à la colonne vertébrale ou d'ostéoporose ; c'est pourquoi les victimes ne doivent être déplacées que si la situation l'exige absolument (par exemple en cas d'incendie ou de circulation à grande vitesse à proximité). Il est conseillé aux sauveteurs de se déplacer lentement et délibérément pour éviter de s'automutiler.